# Campofranco
Campofranco – miejscowość i gmina we Włoszech, w regionie Sycylia, w prowincji Caltanissetta.
Według danych na rok 2004 gminę zamieszkiwało 3631 osób, 103,7 os./km².